# Patchoeli
Patchoeli (Pogostemon cablin) is een vast, ruig kruid dat tot een meter hoog wordt. Het heeft een stevige, harige stengel, geurige donzige bladeren en witte bloemen met een paarsige waas. 

## Voorkomen
Patchoeli is een inheemse plant van India, Indonesië en de Filipijnen, maar wordt nu ook gekweekt in onder andere China, Maleisië en Zuid-Afrika.

## Gebruik
De etherische olie wordt door stoomdestillatie uit de gedroogde bladeren gehaald; de bladeren worden gewoonlijk eerst aan een gisting onderworpen. De olie is amberkleurig of donkeroranje en heeft een zoete, rijke, kruidig-aardachtige geur, die nog beter wordt bij het ouder worden. De geur van patchoeli blijft lang hangen. 
Patchoeli wordt op grote schaal gebruikt in cosmetische preparaten, als fixatief in zepen en parfums en in de voedingsmiddelenindustrie (alcoholische en frisdranken). Tevens gebruikt om onaangename geuren en smaken te bestrijden.

## Trivia
- Werd in de flowerpowerperiode onder andere gebruikt om de geur van cannabis te verdoezelen. Het wordt nog vaak geassocieerd met de hippiecultuur.
- Patchoeli is een van de populairste geuren in wierook.
- Het cd-boekje van het album Like a Prayer van zangeres Madonna werd tijdens de druk met patchoeli bewerkt, wat na jaren nog geroken kon worden.